# Yoü and I
"Yoü and I" je pjesma američke pop pjevačice Lady Gage. Izašla je 23. kolovoza 2011. godine kao četvrti singl s njenog trećeg studijskog albuma Born This Way. 